# Lemúria

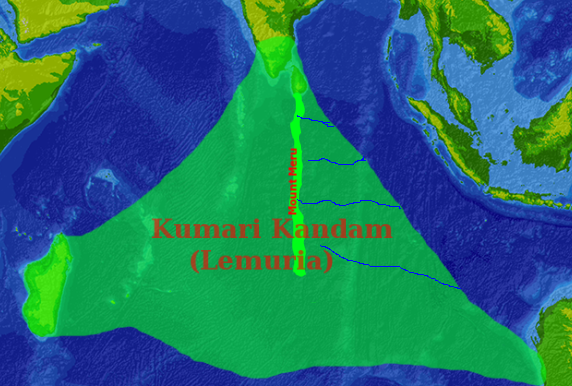
No nacionalismo tâmil, a Lemúria conecta Madagascar, a Índia Meridional e a Austrália.

Lemúria é um continente que, de acordo com uma teoria científica desmentida apresentada em 1864 pelo zoólogo Philip Sclater, afundou no oceano Índico. A teoria foi proposta como uma explicação para a presença de fósseis de lêmures em Madagascar e no subcontinente indiano, mas não na África ou no Oriente Médio.
As teorias sobre a Lemúria e outras terras submersas tornaram-se insustentáveis quando, na década de 1960, a comunidade científica aceitou a teoria da deriva continental de Alfred Wegener, apresentada em 1912. Essa teoria explica a similaridade dos organismos vivos em diferentes partes do mundo. De acordo com esta teoria, todas as terras no passado antigo da Terra foram combinadas em um supercontinente – Pangéia.
A sugestão do biólogo Ernst Haeckel em 1870 de que a Lemúria poderia ser o lar ancestral da humanidade fez com que a teoria se movesse além do escopo da geologia e da zoogeografia para o reino da questão contemporânea da origem do homem, garantindo sua popularidade fora da estrutura da comunidade científica. A ocultista e fundadora da teosofia Helena Blavatsky, no final do século 19, inseriu a Lemúria no sistema de sua doutrina místico-religiosa, afirmando que este continente foi a pátria dos ancestrais humanos  – os lemurianos. Os escritos de Blavatsky tiveram um impacto significativo no esoterismo ocidental, popularizando o mito da Lemúria e seus habitantes místicos.

## Evolução da ideia
Originalmente, a Lemúria foi concebida como uma ponte de terra, agora submersa, o que levaria em conta certas descontinuidades na biogeografia. Essa ideia tornou-se obsoleta pelas teorias modernas da tectônica de placas. Continentes submersos como Zelândia no Pacífico, Mauritia e o Planalto de Kerguelen no Oceano Índico existem, mas nenhuma formação geológica sob os oceanos Índico ou Pacífico conhecida poderia ter servido como uma ponte de terra entre continentes.

## Origens científicas

### Postulação
Em 1864, a obra Os Mamíferos de Madagascar, do zoólogo e biogeógrafo Philip Sclater, apareceu no The Quarterly Journal of Science. Usando uma classificação que ele chamou de lemuróideos, que incluí grupos de primatas relacionados, e intrigado com a presença dos fósseis destes animais tanto em Madagascar quanto na Índia, mas não na África ou no Oriente Médio, Sclater propôs que Madagascar e Índia já teriam feito parte de um continente maior (ele estava correto nisso, embora na realidade fosse o supercontinente Pangea).
As anomalias da fauna de mamíferos de Madagascar podem ser melhor explicadas supondo-se que ... um grande continente ocupou partes dos oceanos Atlântico e Índico ... que este continente foi dividido em ilhas, das quais algumas se amálgama ... África, alguns ... com o que é hoje a Ásia; e que em Madagascar e nas Ilhas Mascarenhas temos relíquias existentes deste grande continente, para o qual ... eu deveria propor o nome Lemúria!

### Paralelos
A teoria de Sclater não era incomum para o seu tempo; "pontes de terra", reais e imaginárias, fascinaram vários contemporâneos de Sclater. Étienne Geoffroy Saint-Hilaire, também observando a relação entre os animais na Índia e em Madagascar, sugeriu um continente meridional cerca de duas décadas antes de Sclater, mas não deu um nome a ele.

## Esoterismo e ocultismo

### Blavatsky, Elliot e Bramwell
"Lemúria" entrou no léxico do ocultismo através das obras de Helena Blavatsky. A Lemúria é mencionada em uma das Cartas de Mahatma [en] de 1882 a A. P. Sinnett, por A. Trevor Barker. De acordo com L. Sprague de Camp, o conceito de Lemúria de Blavatsky foi influenciado por outros escritores contemporâneos sobre o tema dos continentes perdidos, notavelmente Ignatius L. Donnelly, o líder de seita americano Thomas Lake Harris [en] e o escritor francês Louis Jacolliot [en].
Dentro da cosmologia de Blavatsky os lemurianos são descritos como gigantes, sexualmente hermafroditas, ovíparos, mentalmente subdesenvolvidos e espiritualmente mais puros do que as seguintes "raças raízes".

Quantos aos lemurianos, Blavatsky ainda observou:
Dessas criaturas semi-animais, os únicos remanescentes conhecidos pela Etnologia foram os tasmanianos, uma parte dos australianos e uma tribo das montanhas na China, cujos homens e mulheres são inteiramente cobertos de pelos. Eles foram os últimos descendentes de uma forma direta linha dos lemurianos semi-animais referidos. Há, no entanto, um número considerável de povos mistos lemuro-atlantes produzidos por vários cruzamentos com tais linhagens semi-humanas – por exemplo, os homens selvagens de Bornéu, os Vedas do Ceilão , classificado pelo Prof. Flower entre os arianos (!), a maioria dos australianos restantes, bosquímanos, negritos, selvagens das Ilhas Andamão, etc.
O autor teosófico posterior William Scott-Elliot [en] deu um dos relatos mais elaborados de continentes perdidos. Em 1896, ele publicou The Story of Atlantis, seguido em 1904 por The Lost Lemuria, no qual incluiu um mapa do continente da Lemúria estendendo-se desde a costa leste da África até os oceanos Índico e Pacífico.
James Bramwell [en] retratou a Lemúria em seu livro, Lost Atlantis, como "um continente que ocupou uma grande parte do que hoje é o Oceano Pacífico Sul". Ele descreveu o povo da Lemúria em detalhes e os caracterizou como uma das "raças-raiz da humanidade". De acordo com Bramwell, os lemurianos são os ancestrais dos atlantes, que sobreviveram ao período "da decadência racial geral que afetou os lemurianos nos últimos estágios de sua evolução". De "uma divisão seleta" dos atlantes – após sua promoção à decadência – Bramwell afirma que a raça ariana surgiu. "Lemurianos, atlantes e arianos são raças-raízes da humanidade", de acordo com Bramwell.

#### Austrália
Blavatsky teorizou que a Austrália era uma região remanescente do interior da Lemúria e que os aborígenes australianos e os aborígines tasmanianos (que ela identificou como grupos separados) eram de origem lemuriana e lemuro-atlante, após cruzarem com animais. Sua ideia foi posteriormente desenvolvida na ficção da cultura popular australiana branca da década de 1890 e início de 1900, incluindo os escritos do poeta nacionalista australiano Bernard O'Dowd [en], autora Rosa Campbell Praed [en] em My Australian Girlhood, autor John David Hennessey [en] em An Australian Bush Track e o romance de George Firth Scott [en], The last Lemurian : a Westralian romance.
O professor Robert Dixon teoriza que a popularidade da ideia de "raças perdidas" como os lemurianos e os atlantes refletia as ansiedades dos colonos australianos de que "quando a inglesaidade é perdida não há nada para substituí-la". A. L. McCann [en] atribui o uso do tropo da Lemúria por Praed [en] a uma "tentativa de criar uma linhagem para colonos brancos sem ter que enfrentar a aniquilação dos povos indígenas" (na qual o pai de Praed estava envolvido).

### Espiritismo
No livro A Caminho da Luz, psicografado por Francisco Cândido Xavier em 1938, atribuído a Emmanuel, no seu capítulo V, que trata da Índia, o autor fala dos Arianos Puros e cita o antigo continente da Lemúria, que teria sido "arrasado, em parte pelas águas dos Oceanos Pacífico e Índico, e de cujas terras ainda existem porções remanescentes como a Austrália". Ainda na mesma obra, no capítulo IX, que trata das grandes religiões do passado, o autor menciona "grandes coletividades que floresciam na América do Sul, então quase ligada a China pelas extensões da Lemúria".
Considerando-se essas informações, levanta-se a hipótese de os vestígios remanescentes da antiga Lemúria serem, o que se conhece na configuração geológica  atual, como as porções do continente Australiano, as diversas ilhas da Indonésia, Malásia, Filipinas, estendendo-se mais ao norte, Taiwan, aproximando-se da China pela mesma placa continental.  Estendendo-se para o  leste  e para o sul, temos o vasto continente submerso da Zelândia que no passado foi ligado a Austrália e ao sul à Antártida, sendo a Antártida num passado remoto, ligada a América do Sul. A mesma obra ainda cita a Atlântida, no seu capitulo III, ao se referir as grandes migrações das raças adâmicas, onde informa que após estabelecerem-se na Ásia, atravessam o istmo de Suez, onde se estabelecem na região do Egito e posteriormente "encaminhando-se igualmente para a longínqua Atlântida, de que varias regiões da América guardam assinalados vestígios". Ainda cita no capitulo IX de maneira clara que a Atlântida era ligada à América do Norte, e esta por sua vez ligava-se à China.